# Polemon II

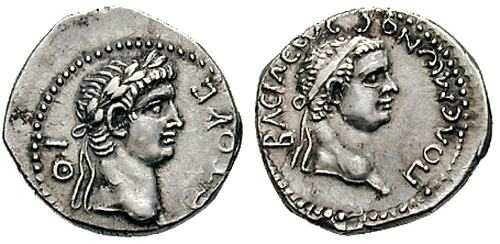
Munt van Polemon II uit het jaar 56/57. De ene zijde toont het hoofd van Polemon met diadeem (rechts), de andere het gelauerde hoofd van keizer Nero

Polemon II, kleinzoon van Polemon I, was koning van Pontus van 38 tot 63 n.Chr., van het Bosporuskoninkrijk van 38 tot 41, en van Cilicië van 41 tot 68.

## Biografie
Door zijn moeder Antonia Tryphaena was hij een achterachterkleinzoon van Marcus Antonius. In zijn jeugd werd hij opgevoed samen met de latere keizer Caligula, door wie hij in 38 werd aangesteld tot vazalkoning van Pontus en het Bosporusrijk. Keizer Claudius ontnam hem in 41 laatstgenoemd gebied, waarvoor hij hem schadeloos stelde met de heerschappij over een deel van Cilicië. Hierdoor was zijn rijk beperkt, aangezien keizer Nero in 63 Pontus met de Provincia Galatia verenigde.

## Referentie
- W. Hoffmann, art. in Realencyclopädie der klassischen Altertumswissenschaft 21, 1285-1287